# Contea di Graves
La contea di Graves in inglese Graves County è una contea dello Stato del Kentucky, negli Stati Uniti. La popolazione al censimento del 2000 era di 37 028 abitanti. Il capoluogo di contea è Mayfield